# Zoltán Gera
Zoltán Gera (* 22. April 1979 in Pécs) ist ein ehemaliger ungarischer Fußballspieler. Der Mittelfeldspieler stand zuletzt bei Ferencváros Budapest unter Vertrag. Seit 2018 ist Gera Co-Trainer der ungarischen Nationalmannschaft.

## Verein
Gera startete seine Karriere in seinem Heimatland Ungarn, in dem er für Pécsi Mecsek FC und Ferencváros Budapest spielte. Am 30. Juli 2004 wechselte er für rund 1,5 Millionen Pfund zum englischen Erstligisten West Bromwich Albion und lehnte gleichzeitig ein Angebot des türkischen Vereins Galatasaray Istanbul ab, da er bevorzuge, in der Premier League zu spielen. Der Mittelfeldakteur debütierte am 14. August 2004 im Auswärtsspiel bei den Blackburn Rovers in der höchsten englischen Spielklasse, als er in der 87. Minute als Einwechselspieler für den Waliser Andy Johnson aufs Spielfeld kam. Bei seinem dritten Einsatz für Albion erzielte er elf Tage später seinen ersten Treffer in der Premier League. Gera traf im Heimspiel gegen die Tottenham Hotspur in der dritten Minute zum Führungstreffer für West Bromwich, die Partie endete mit einem 1:1-Unentschieden. Im Verlauf der Spielzeit sicherte er sich einen Stammplatz und gab diesen nicht wieder ab. Mit einem Sieg am letzten Spieltag der Saison 2004/05 gelang ihm mit der Mannschaft der Klassenerhalt.
In der folgenden Saison absolvierte er aufgrund erlittener Verletzungen nur rund die Hälfte aller Pflichtspiele und erzielte dabei drei Tore für Albion. Zum Saisonende stieg er mit dem Verein als Zweitletzter in die Football League Championship ab. Gera spielte mit der Mannschaft um den direkten Wiederaufstieg mit und platzierte sich nach der Saison 2006/07 mit dem Verein auf dem vierten Platz, der zur Teilnahme an den Playoffs zum Aufstieg in die höchste Spielklasse berechtigte. Nachdem in den Halbfinals mit zwei Siegen die Wolverhampton Wanderers besiegt wurden, verlor das Team das Finalspiel im Wembley-Stadion gegen Derby County und verfehlte somit vorerst den Aufstieg. Der Mittelfeldspieler zählte auch in der folgenden Spielzeit zu den Leistungsträgern des Teams und sicherte sich mit Albion als Erstplatzierter den Wiederaufstieg in die Premier League.
Nachdem er im Juni 2008 eine Vertragsverlängerung bei West Bromwich Albion abgelehnt hatte, wechselte er ablösefrei zum FC Fulham. Beim Londoner Verein unterschrieb er einen Dreijahresvertrag. Auch bei Fulham gelang ihm schnell der Sprung in die Stammelf, er absolvierte in der Saison 2008/09 insgesamt 32 Ligapartien für Fulham und erzielte zwei Treffer. Mit dem siebten Rang in der Meisterschaft qualifizierte er sich mit der Mannschaft für die neugeschaffene UEFA Europa League.
Sein erstes Tor auf europäischer Klubebene erzielte Gera am 3. Dezember 2009 im Heimspiel gegen ZSKA Sofia. In der Gruppenphase gelang als Zweitplatzierter hinter dem AS Rom der Einzug in die nächste Runde. In den folgenden beiden Runden wurden Schachtar Donezk und Juventus Turin besiegt, Gera trug in den vier Begegnungen mit drei Torerfolgen zum Weiterkommen des FC Fulham bei. Die Mannschaft blieb auch in den Duellen mit den deutschen Bundesligisten VfL Wolfsburg und Hamburger SV ungeschlagen und schaffte erstmals in der Vereinsgeschichte den Einzug in ein Europapokalendspiel. Dort unterlag das Team gegen Atlético Madrid.
Die Mannschaft konnte während der Saison 2009/10 in der Premier League nicht an die Leistungen des Vorjahres anknüpfen und platzierte sich auf dem zwölften Rang. Gera zählte dabei erneut zum Stammkader des Vereins.
Nach der Saison 2010/11 wurde sein Vertrag beim FC Fulham nicht verlängert. Am 2. August 2011 wechselte er zu West Bromwich Albion und unterschrieb einen Zweijahresvertrag bei dem Verein, für den er bereits zwischen 2004 und 2008 aktiv gewesen war. 2014 wechselte er zurück zu Ferencváros Budapest. Dort absolvierte er nochmals 89 Ligaspiele, in denen 15 Tore erzielte und wurde 2016 nach 2001 und 2004 zum dritten Mal ungarischer Meister. 2018 beendete Gera in Budapest seine aktive Laufbahn.

## Nationalmannschaft
Gera spielte von 2002 bis 2009 in der ungarischen Fußballnationalmannschaft und absolvierte insgesamt 63 Partien, in denen er 18 Tore erzielte. Sein erstes Spiel absolvierte er am 13. Februar 2002 gegen die Schweiz, als er in der 47. Minute als Einwechselspieler für Ákos Füzi aufs Spielfeld lief. Am 16. Oktober 2002 erzielte er, nach seiner Einwechslung zur zweiten Halbzeit, als Ersatzspieler für den Angreifer Krisztián Kenesei, in der Partie gegen San Marino alle drei Treffer für sein Heimatland. Am 6. Juni 2004 gelang ihm mit Ungarn im Freundschaftsspiel gegen Deutschland ein überraschender Auswärtssieg, beide Treffer erzielte Sándor Torghelle. Er konnte sich mit der Auswahl nie für ein großes internationales Turnier qualifizieren. Sein vorerst letztes Länderspiel bestritt er am 10. Oktober 2009 bei der 0:3-Niederlage in Portugal. Wenige Tage später gab er seinen Rücktritt aus der Nationalmannschaft bekannt. Sein Status als ehemaliger Nationalspieler hatte jedoch nur für eine kurze Zeit bestand. Nachdem der Nationaltrainer Erwin Koeman durch Sándor Egervári ersetzt wurde, kehrte Gera ins Team zurück und bestritt am 11. August 2010 gegen England wieder ein Spiel im Nationalmannschaftsdress.
Bei der Fußball-Europameisterschaft 2016 in Frankreich wurde er in das Aufgebot Ungarns aufgenommen. Im Auftaktspiel, dem 2:0-Erfolg gegen Österreich, beim 1:1 gegen Island sowie im dritten Vorrunden-Spiel gegen Portugal, stand er in der Startelf. Beim 3:3 gegen Portugal erzielte Gera das zwischenzeitliche 1:0 und Ungarn erreichte als Gruppenerster das Achtelfinale. Hier unterlag man gegen Belgien mit 0:4 und schied aus dem Turnier aus. Sein 97. und tatsächlich letztes Länderspiel absolvierte er bei der (abermaligen) 0:3-Niederlage (wieder) gegen Portugal am 25. März 2017.

## Erfolge
- Ungarischer Meister: 2001, 2004, 2016 (mit Ferencváros Budapest)
- Ungarischer Pokalsieger: 2003, 2004, 2015, 2016
- Finalist UEFA Europa League: 2010

## Ehrungen
- Fußballer des Jahres (Ungarn): 2002, 2004, 2005
- Goldener Ball (Ungarn): 2004, 2005